# DrSmile
DrSmile es una marca de la empresa emergente alemana Urban Technology GmbH, con sede en Berlín.

## Historia
DrSmile fue fundada en Berlín por Jens Urbaniak y Christopher von Wedemeyer en 2016. Urbaniak trabajó en Rocket Internet y es cofundador de Go Butler, y von Wedemeyer es exalumno de la Frankfurt School of Finance & Management y había trabajado como analista anteriormente. En julio de 2020 se anunció que el fabricante de implantes dentales suizo Straumann había comprado una participación mayoritaria en la empresa emergente y se había asegurado una opción sobre las acciones restantes.

## Empresa
DrSmile cuenta con sucursales en numerosas ciudades, como Berlín, Düsseldorf, Fráncfort, Hamburgo, Colonia, Múnich, Núremberg, Stuttgart o Hannover. La empresa trabaja con una red asociada de odontólogos y ortodoncistas.

## Tratamiento
La actividad de DrSmile se centra en los tratamientos dentales estéticos con alineadores invisibles, que se utilizan para corregir malas posiciones leves, moderadas y medias de los dientes. Fabricados en Alemania, sus alineadores cuentan con los sellos TÜV Saarland y Ekomi que confirman su calidad e innovación. Antes del tratamiento, un odontólogo examina a los pacientes para averiguar si sus dientes, encías y mandíbulas admiten el procedimiento. Si es necesario, el odontólogo realiza una radiografía. Una simulación en 3D de la dentición ilustra los posibles cambios que se producirán con el tratamiento. A continuación, los pacientes reciben los alineadores en casa y tienen que cambiárselos cada dos semanas. Se realizan visitas de control a mitad y final del tratamiento y, además, los pacientes envían un selfi semanal a su odontólogo y realizan un seguimiento del progreso a través de una aplicación. Los alineadores se fabrican con una impresora 3D. El tratamiento funciona mediante alineadores o férulas que se fabrican a medida, de modo que se adaptan a la dentadura de cada paciente. Una vez colocadas van desplazando poco a poco los dientes al ejercer una ligera y constante presión hasta lograr la alineación de los dientes.

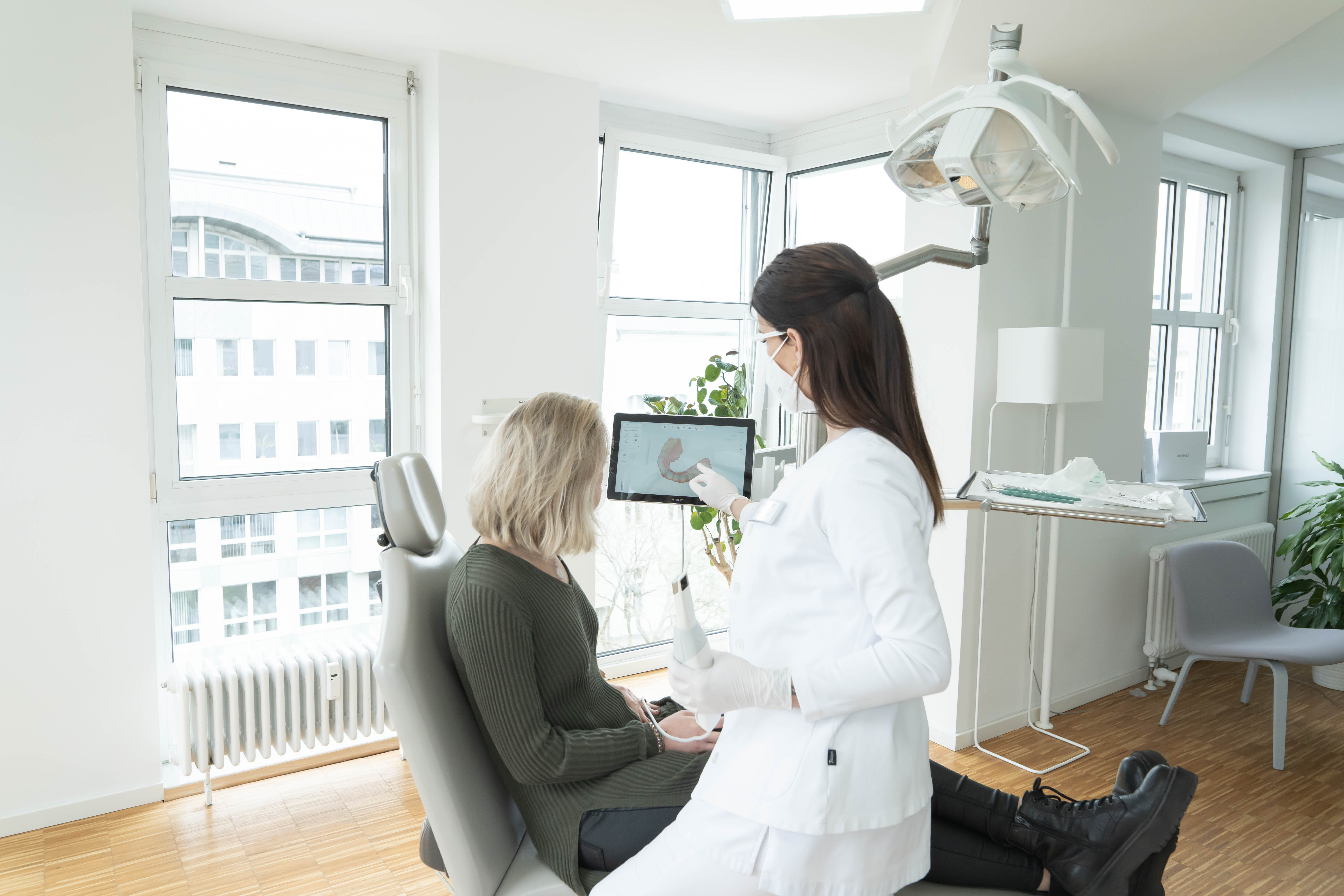
Tratamiento en el dentista
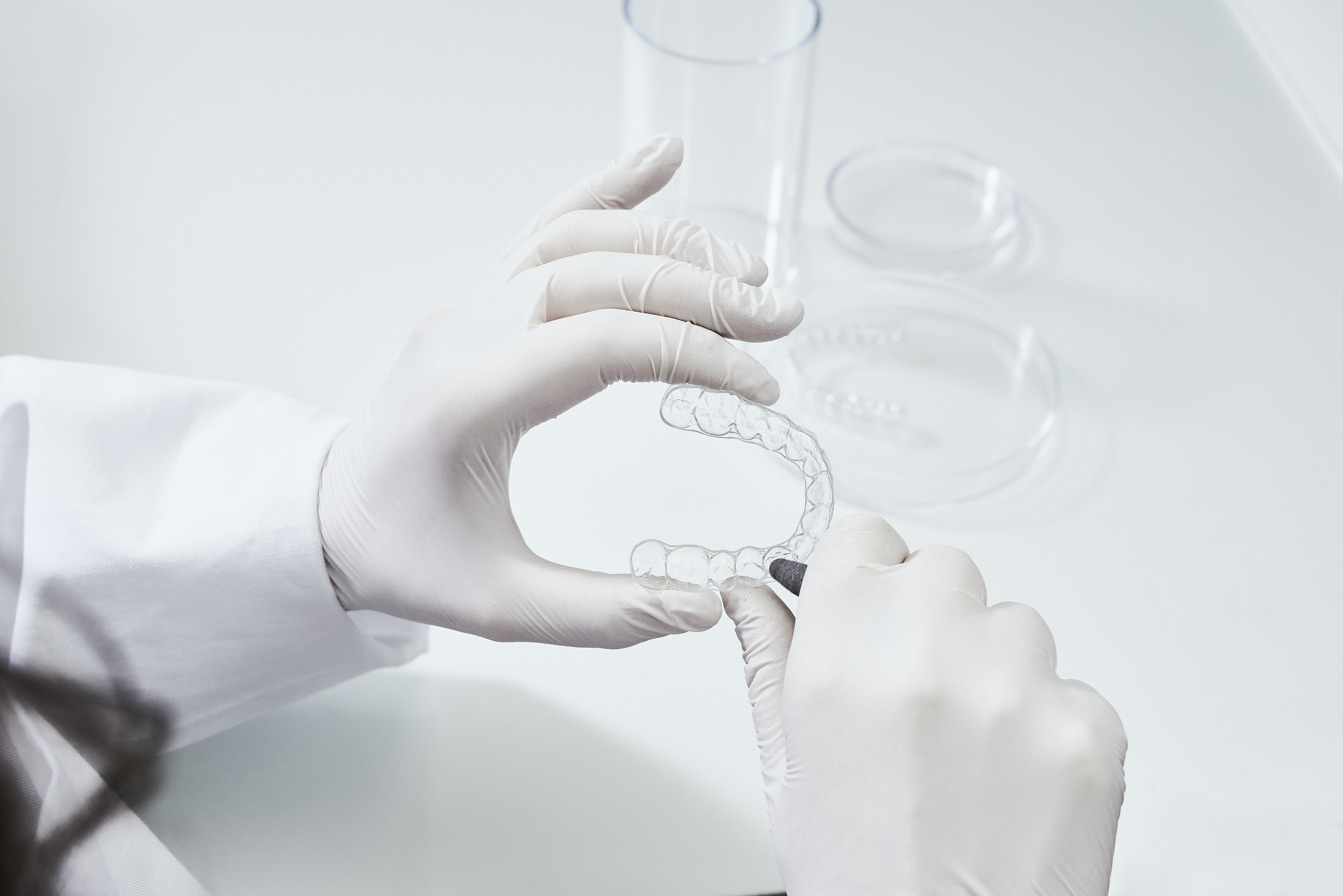
Producción de alineadores

## Críticas
Varias empresas como DrSmile han recibido críticas por parte de odontólogos debido a la falta de consultas y exámenes médicos. Sin embargo, estas críticas están dirigidas mayoritariamente a enfoques en los que los pacientes obtienen un molde de sus dientes en casa sin ver a un dentista, mientras que DrSmile trabaja con odontólogos y ortodoncistas, y rechaza los procedimientos que no implican una consulta médica profesional.